# Léopard (ескадрений міноносець)
«Леопард» (англ. FFL Léopard) — військовий корабель, лідер ескадрених міноносців типу «Ягуар» Військово-морського флоту Франції та флоту Вільної Франції у роки Другої світової війни.
«Леопард» був закладений 14 серпня 1923 року на верфі компанії Ateliers et Chantiers de la Loire у Сен-Назері. 29 вересня 1924 року він був спущений на воду, а 15 листопада 1927 року увійшов до складу ВМС Франції.

## Історія служби
У середині 1930-х років лідер есмінців перевели у розряд навчальних кораблів. З початком Другої світової війни корабель брав участь у бойових діях на морі, бився в Північній Атлантиці, супроводжував конвої, до початку вторгнення у травні 1940 року німецького вермахту до Франції. Брав участь у вогневій підтримці союзних військ поблизу Дюнкерка, згодом залучався до евакуації англо-французьких військ з узбережжя. Перебував на британській ВМБ Портсмут, коли Франція капітулювала. У липні конфіскований британською владою і незабаром переданий до корабельного складу флоту Вільної Франції.
Продовжував виконувати бойові завдання у Північній Атлантиці, Західних підходах. У січні 1941 року «Леопард» забезпечував з іншими есмінцями ескорт конвою WS 5B у Північно-Західних підходах. Пізніше протягом року перебував на ремонті. У липні 1942 року при супроводі конвою OS 33, поблизу Мадейри разом з британським фрегатом «Спей» та шлюпом «Пелікан» потопили глибинними бомбами німецький підводний човен U-136.
У травні 1942 року переведений на Середземне море, супроводжував мальтійські конвої. 27 травня 1943 року під час виконання завдань з ескорту чергового конвою відбивав повітряний напад авіації противника і випадково сів на мілину поблизу Бенгазі. Союзний флот вжив заходи, намагаючись зняти лідер з мілини, але невдало. 19 червня, у погану погоду корабель розколовся навпіл і 1 липня 1943 року був визнаний тотально зруйнованим.
За проявлену мужність та стійкість у боях бойовий корабель заохочений бойовою відзнакою.